# Renaixença
Renaixença foi um grande movimento restaurador da língua, literatura, e cultura catalã que se iniciou no princípio da primeira metade do século XIX. O seu nome (renascença ou renascimento, em português) surgiu da vontade de fazer renascer o catalão como idioma da literatura e da cultura.
Coincidiu, mais ou menos, com a segunda parte da explosão do Romantismo na Europa. Ainda que cada tendência tenha trilhado um caminho próprio, foi produzida uma integração no que tange ao uso da língua e dos ideais políticos.

## História
Pode ser situado no período entre 1833, com a aparição do periódico El vapor, de La Pàtria de Bonaventura Carles Aribau e a apresentação dos jogos  florais La Atlandida em 1877 de Jacinto Verdaguer.
Em 1835 foi restaurada a Universidade de Barcelona e em 1839 foi publicado o primeiro livro de poesia em catalão intitulado Lagrimas de viudesa de Miguel Anton Martí. Nas revistas e periódicos de Barcelona iam aparecendo composições catalãs, embora a  primeira revista escrita inteiramente em catalão, Lo Vertader Català, tenha surgido apenas em 1843.
Em seu princípio, a consciência da Renaixença foi potencializada pela recuperação da própria história, pelo poder crescente da burguesia liberal (especialmente de Barcelona), por ser decididamente liberal e romântica, por utilizar com uma relativa normalidade a própria língua, e além disto, ter uma produção literária seria e perseverante.  Entre os seus membros que mais se destacaram é preciso apontar Marian Aguiló, Joan Cortada, Manuel Milá i Fontanals, Pau Piferrer i Joaquín Rubió i Ors.
Na segunda metade do século XIX o endireitamento é cada vez mais claro, ajudado por algumas instituições como a Real Academia de las Buenas Letras de Barcelona, a Universidade de Barcelona, e alguns setores da igreja que são representados por Jaume Collell i Bancells e Josep Torras i Bages.
No que se refere à língua, foram promovidos os instrumentos de culturais mais urgentes e básicos como gramáticas e dicionários; foram criados alguns mitos políticos próprios (Jaime I e Felipe V) e literários (os trovadores), e assim sua projeção se estendeu um pouco mais além da erudição e da lírica com o intento de catalanizar outros campos da filosofia, ciências, artes, e direito.
Em 1858 foram fundados os Jocs Florals (latín: Ludi Florensei) que significaram uma grande projeção popular; esta fundação era estética e ideologicamente conservadora, porém social e idiomaticamente ajudou a difundir a cultura dentro dos meios populares e especialmente rurais. Contaram com um prestígio e reconhecimento público notáveis, e embora tenham começado em Barcelona, foram reproduzidos em muitos outros lugares e tomaram o caráter de órgão supremo da renaixença .  Ajudaram a fazer surgir um número considerável de autores, procedentes da pequena burguesia urbana, e dedicados quase exclusivamente à poesia, entre os quais se destacam Antoni de Bofarull e Víctor Balaguer.
Oriundo de um caráter bem mais conservador, o movimento, por outra parte, não afetou a literatura popular em catalão que havia sido produzida quase sem interrupção durante todo o período da decadência; embora tenha sido visto com receio por alguns de seus autores como Abdó Terrades, Anselmo Clavé o Frederic Soler).
Em 1862 foi instaurado o primeiro prêmio dedicado à narrativa dentro dos Juegos Florales, resultando como ganhadora a novela L'orfeneta de Menargues de Antoni de Bofarull. O teatro não fez parte dos jogos até 1865 com a estreia do primeiro drama em catalão do século Tal faràs, tal trobaràs de Vidal i Valenciano.  A poesia culta, em mudança, foi editada em catalão desde 1839, contudo seu processo foi coroado com o poema épico L'Atlàntida de Jacinto Verdaguer, publicado em 1878. Alguns autores ainda que receberam destaque neste século foram o poeta e dramaturgo Àngel Guimerà, e os poetas Teodor Llorente,  Manuel Pons i Gallarza,  e o novelista Narcís Oller.